# Sulmo (pelignes)
Sulmo (grec antic: Σουλμῶν) va ser una ciutat dels pelignes a la vall del riu Gizio en una conca ampla on s'ajunta amb diversos petits rierols. La ciutat era a uns 10 km de Corfinium. Una tradició llegendària que expliquen Ovidi i Sili Itàlic atribueix la fundació de la ciutat a un frigi anomenat Solim, un dels companys d'Eneas.
Va ser una de les principals ciutats dels pelignes independents però no és esmentada fins després de la conquesta romana. A la Segona Guerra Púnica Hanníbal va assolar el seu territori l'any 211 aC però no va atacar la ciutat mateixa, segons explica Titus Livi.
Durant la guerra social no és esmentada, tot i que els pelignes hi van tenir un paper important. Luci Anneu Flor diu que durant la lluita entre Gai Mari i Sul·la, la ciutat es va decantar per Mari, i Sul·la la va atacar i destruir,l'any 82 aC, però potser la destrucció no va ser completa i es va reconstruir. Sul·la hi va establir una colònia de veterans. Luci Domici Aenobarb la va ocupar amb set cohorts l'any 49 aC, ja que era una ciutat important, però els habitants, favorables a Juli Cèsar, van obrir les portes al lloctinent de Cèsar, Marc Antoni, quan va aparèixer davant la ciutat.
Ja no torna a ser esmentada per cap fet històric però sempre va ser considerada una ciutat de província important, segurament no gaire gran, però una de les capitals dels pelignes. Ovidi diu que era un dels tres municipis del territori dels pelignes, cosa que confirma Plini el Vell i el Liber Coloniarum. En aquest s'indica que va rebre una colònia, segurament en temps d'August, però Plini no li dona el títol de colònia, i de les inscripcions sembla que va conservar el seu rang de municipi romà durant tot l'Imperi, segons es desprèn de les mencions dels geògrafs i dels Itineraris.
La seva fama és per ser el lloc de naixement d'Ovidi que en fa esment repetidament, descrivint-la com un lloc molt sa, i un territori fèrtil amb nombrosos rierols d'aigua clara i mai secs, però una mica freda a l'hivern («gelidus Sulmo»). Sulmo produïa gra i també vi de molt bona qualitat, i Plini en menciona un que es produïa al seu territori, el Pagus Fabianus, on regaven les vinyes amb molta cura. Les ruïnes de l'antiga ciutat no són molt interessants però mostren un amfiteatre, un teatre, unes termes, i alguna porta; prop de la ciutat, a uns 3 km, al lloc anomenat Monte Morrone, hi ha les restes d'una vil·la que ha estat presentada com «la vil·la d'Ovidi» tot i que segurament no ho era.
Els bisbes de Valva (Corfinium) es van traslladar a Sulmo a l'edat mitjana. Correspon a la moderna Sulmona.